# واندا دي جيسوس
واندا دي جيسوس (بالإنجليزية: Wanda De Jesus)‏ هي ممثلة أمريكية، ولدت في 26 أغسطس 1958 في مانهاتن في الولايات المتحدة.

## أعمال

### أفلام
- (1990) روبوكوب 2[2][3][4]
- (1999) المطلع[5]
- (2001) أشباح المريخ[6]

### مسلسلات
- موردر
- ميامي
- عالم آخر

## وصلات خارجية
- واندا دي جيسوس على موقع IMDb (الإنجليزية)
- واندا دي جيسوس على موقع ألو سيني (الفرنسية)
- واندا دي جيسوس على موقع أول موفي (الإنجليزية)
- واندا دي جيسوس على موقع قاعدة بيانات برودواي على الإنترنت (الإنجليزية)
- واندا دي جيسوس على موقع قاعدة بيانات الأفلام السويدية (السويدية)
- واندا دي جيسوس على موقع إن إن دي بي (الإنجليزية)
- واندا دي جيسوس على موقع قاعدة بيانات الفيلم (الإنجليزية)
- واندا دي جيسوس على موقع كينوبويسك (الروسية)